# Havârna
Havârna é uma comuna romena localizada no distrito de Botoşani, na região de Moldávia . A comuna possui uma área de 95.65 km² e sua população era de 4943 habitantes segundo o censo de 2007.